# 卡通河
卡通河（羅馬化：K̂adın suu，语源 hatun），中下游原译哈屯河，上游原名鄂依满河（ Oymon），是一條俄羅斯境內的河流，位於阿爾泰共和國和阿爾泰邊疆區，河道全長688公里，流域面積60,900平方公里。卡通河發源自別盧哈山南麓的冰川，在比斯克西南19公里與比亞河匯合形成鄂畢河，河道可讓船隻航行，但在11月至4月被冰封。

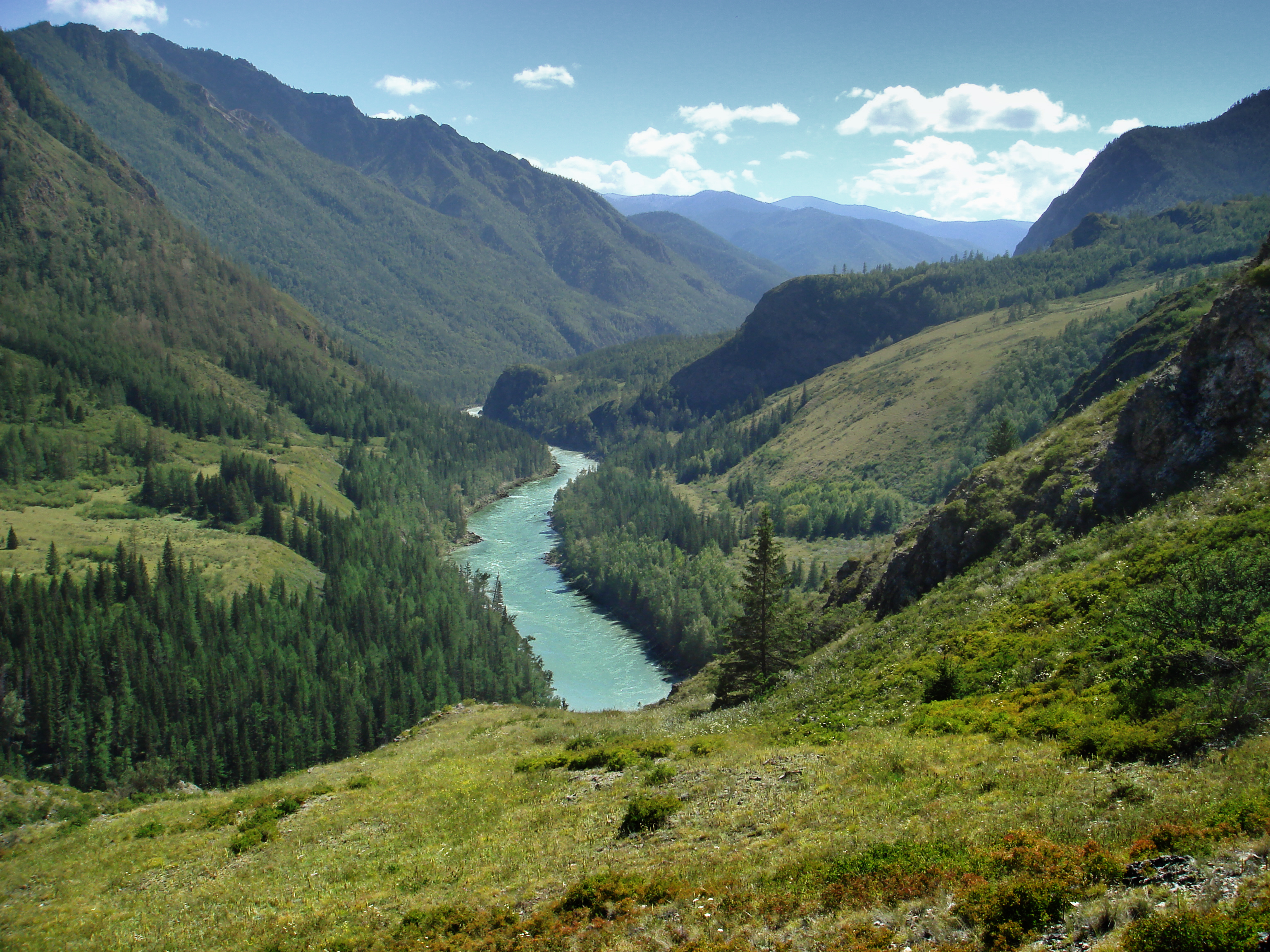
阿爾泰共和國境內的卡通河河段。